# Lucie Wolf
Karen Lucie Wolf, född Johannesen, född den 25 maj 1833 i Bergen, död den 6 oktober 1902 i Kristiania, var en norsk skådespelerska. 
Wolf debuterade 1850 på Bergens teater, där hon främst spelade ingénueroller, kom 1853 till Kristiania Theater, där hon debuterade som Lisbeth i En söndag paa Amager, och tillhörde sedan denna scens mest omtyckta skådespelerskor, tack vare vacker tal- och sångröst, friskt naturligt behag samt komisk styrka och humor. 1899 övergick hon till Nationaltheatret som då öppnades. Wolfs egenskaper gjorde sig mest gällande i lustspelet, men framträdde även i större karaktärsroller. Till hennes bästa roller hörde de holbergska Pernilletyperna samt i den nya norska dramatiken Madam Rundholmen i De unges forbund, Lona Hessel i Samfundets støtter, Gina Ekdal i Vildanden och Fru Tjelde i En fallit. 
Hon var från 1854 gift med skådespelaren Nicolay Wolf. 1897 gav hon ut sina memoarer, Livserindringer.